# Cascade Biberon
La cascade Biberon est une chute d'eau de l'île de La Réunion. Elle relève du territoire de la commune de La Plaine-des-Palmistes, une commune de l'Est.

## Hydrographie
Haute de 250 mètres, la cascade, qui s'écoule depuis l'Îlet Patience, alimente un petit bassin lui-même situé à une altitude de 1 000 mètres. Ce dernier se déverse dans la ravine Sèche, un cours d'eau au débit irrégulier qui se jette dans l'océan Indien au sud-est du centre-ville de Saint-Benoît, la commune voisine.

## Accès

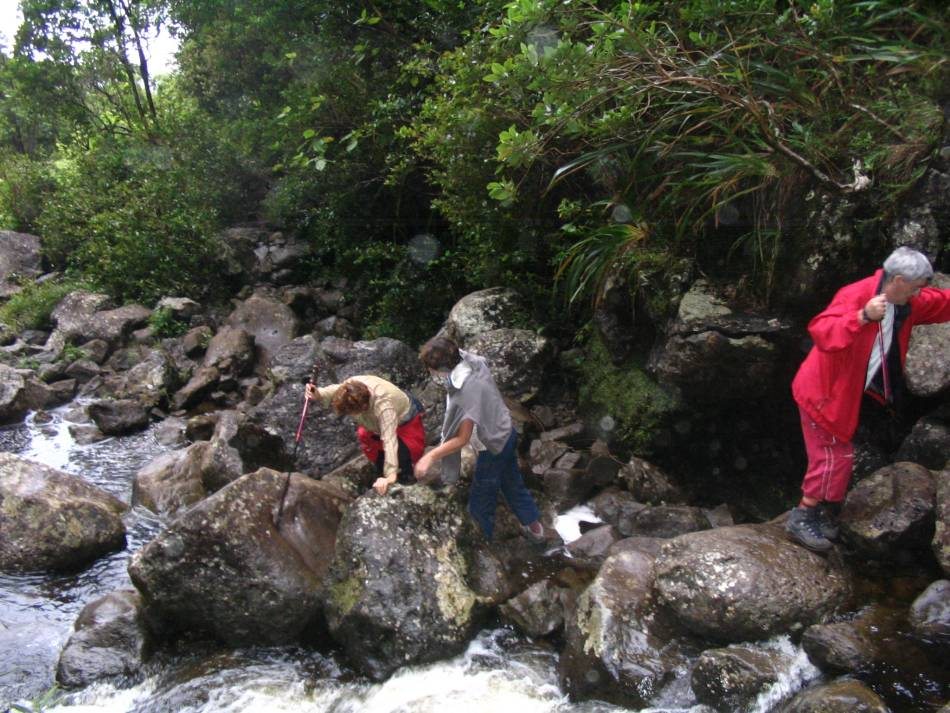
Traversée d'une ravine coupant le sentier menant à la cascade.

Depuis le chemin carrossable le plus proche, on peut atteindre le bassin et le pied de la cascade après une quinzaine de minutes de marche via un sentier de randonnée plane bordé de goyaviers et appelé sentier de la cascade Biberon.

## Toponymie
Biberon serait le nom de l'ancien propriétaire des lieux, lequel fut conservateur des Eaux et Forêts au moment de la colonisation des Hautes Plaines.

## Histoire
Le 17 juin 2014, deux personnes y sont tuées et une autre grièvement blessée par un éboulis produit par le détachement d'un pan de la falaise.
Le  18 juin 2014, un nouvel éboulis se produit sans faire pour autant de victime.
En 2019, un belvédère voit le jour (à l’initiative de l’ONF, la commune de la Plaine des Palmistes et de la CIREST), afin de contempler la cascade avec plus de sécurité. L’accès à celle-ci est actuellement fermé par arrêté.